# Кудрна, Андрей
Андрей Кудрна (словац. Andrej Kudrna; род. 11 мая 1991, Нове-Замки) — словацкий хоккеист, нападающий клуба «Зволен».

## Биография
Воспитанник хоккейного клуба «Слован» Братислава, выступал за команду в юниорских и молодёжных первенствах Словакии. В 2008 году перешёл в команду Западной хоккейной лиги «Ванкувер Джайэнтс». За океаном выступал с 2008 по 2011 год, за «Ванкувер» и «Ред-Дир Ребелз». В сезоне 2011/12 вернулся в «Слован», с командой завоевал золотые медали чемпионата Словакии по хоккею с шайбой. В следующем сезоне братиславская команда присоединилась к КХЛ, и с 2012 по 2015 год Андрей выступал в Континентальной лиге за «Слован», время от времени также выступая в словацкой лиге за клубы «Скалица» и «Банска-Бистрица». В 2015 году Кудрна подписал контракт с пражской «Спартой». По итогам сезона 2015/16 стал серебряным призёром чемпионата Чехии.
Выступал за молодёжную сборную Словакии.